# Bekyně vrbová
Bekyně vrbová (Leucoma salicis) je druh nočního motýla z čeledi bekyňovitých, vyskytující se také na území České republiky.

## Popis

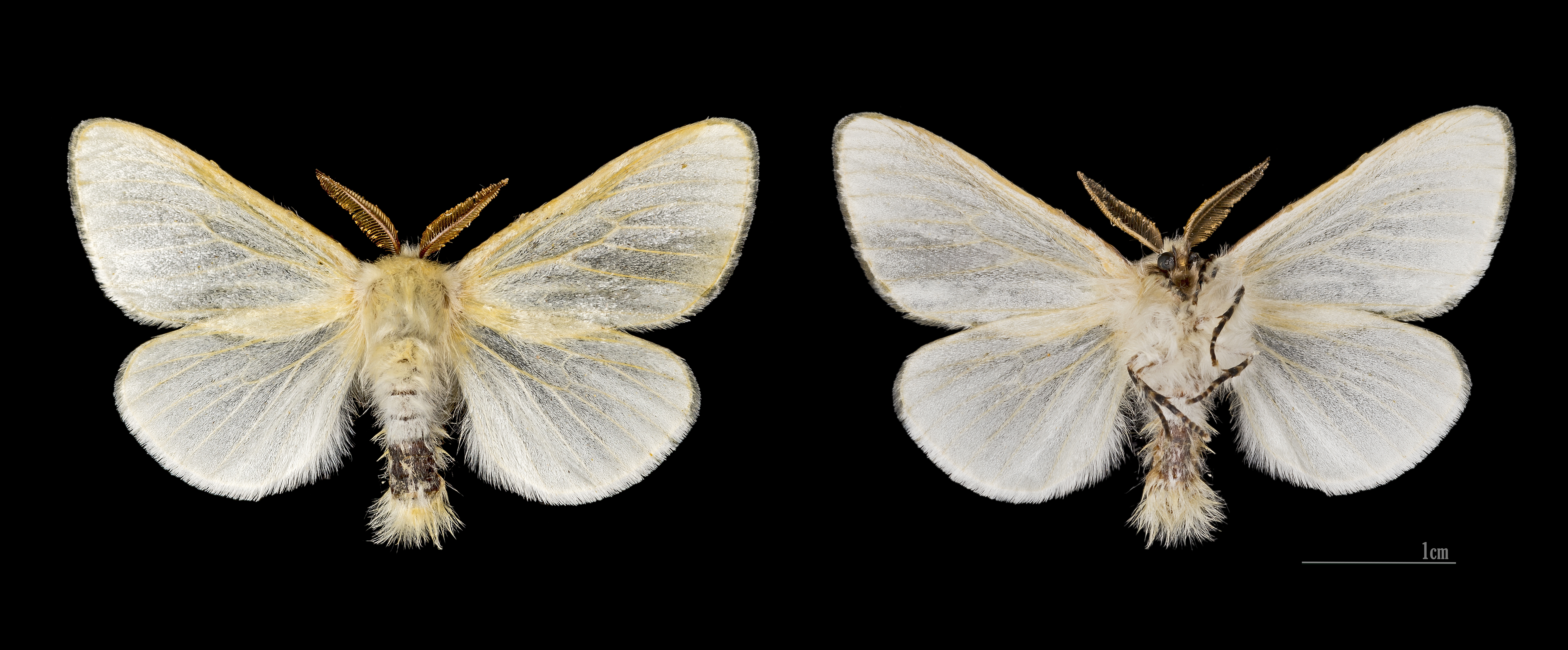
Sbírkový exemplář (samec)

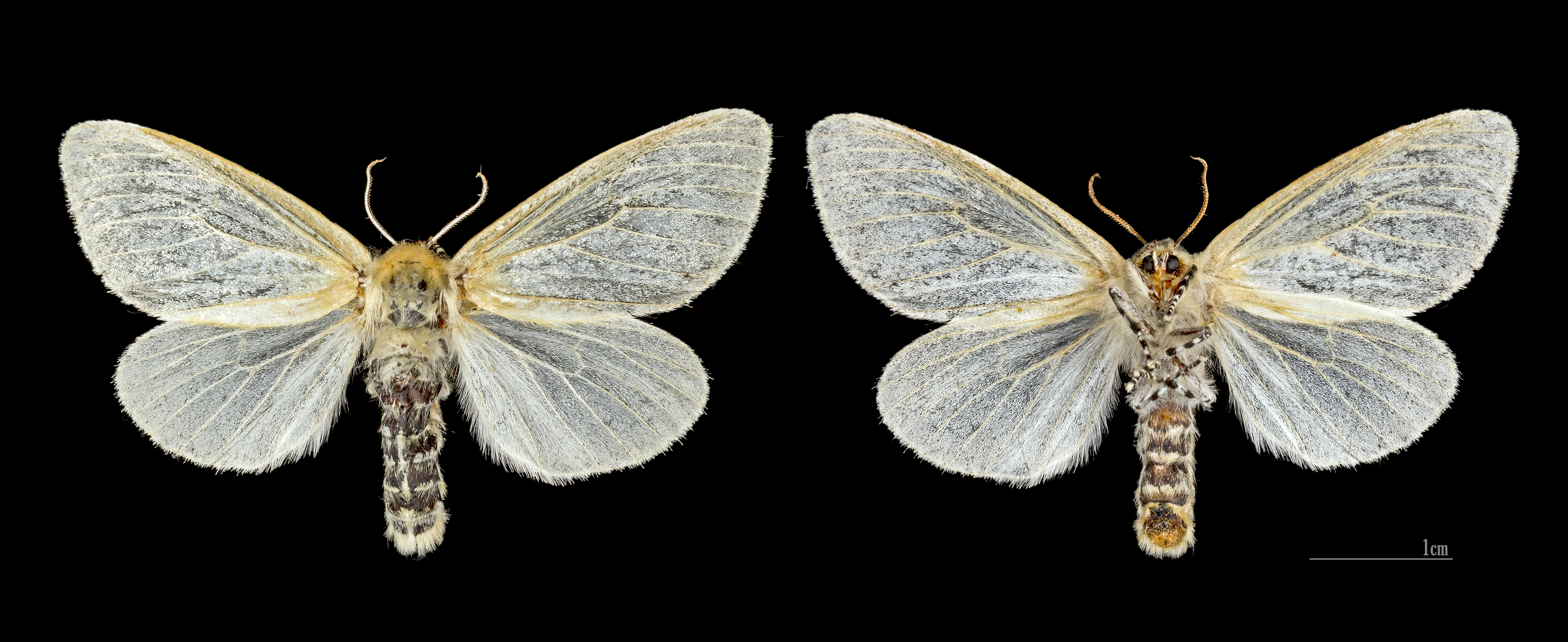
Sbírkový exemplář (samice)

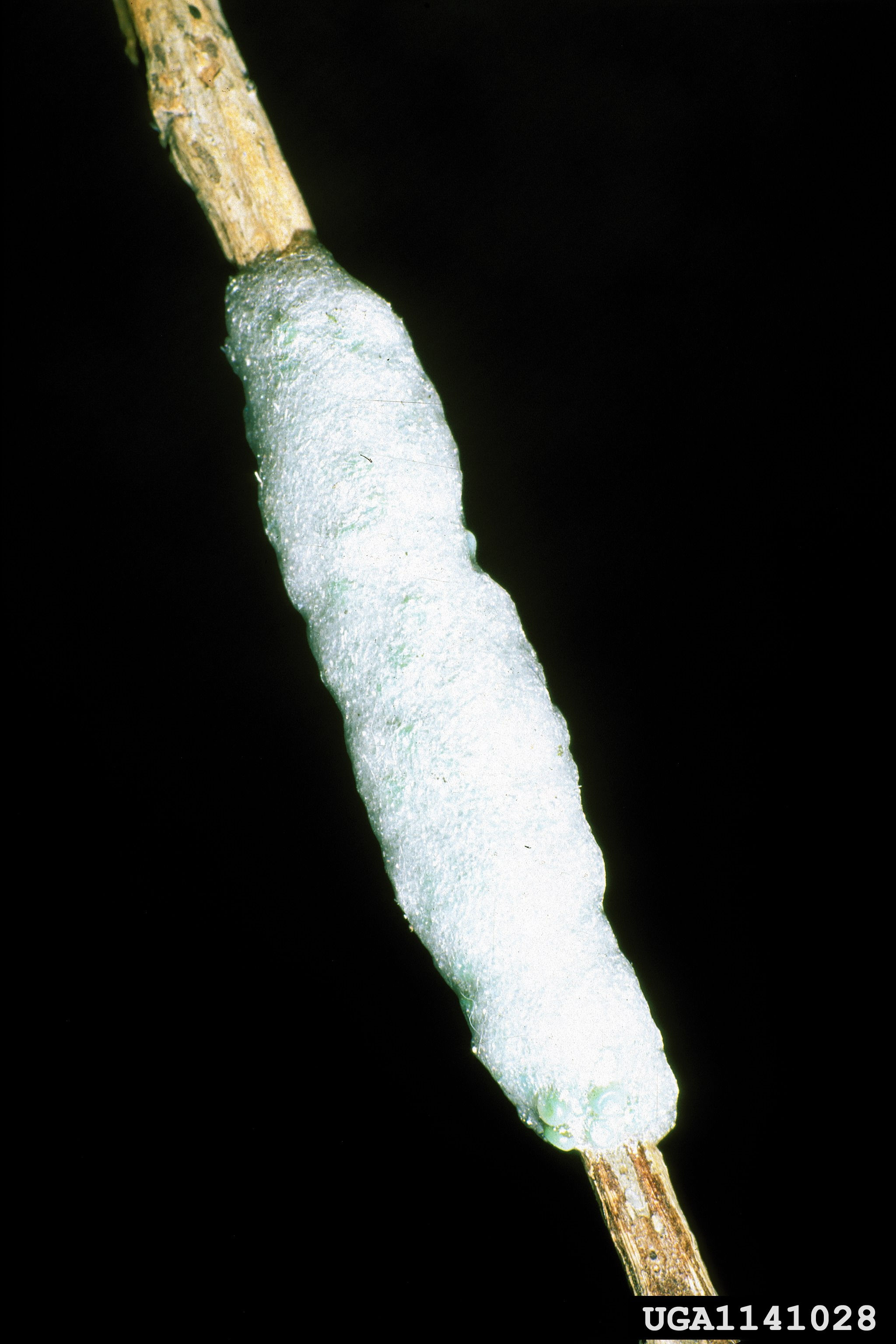
Snůška vajíček

Délka předního křídla se pohybuje mezi 22–26 mm, přičemž samci jsou o něco menší. Základní barvou celého těla je smetanově bílá, pouze tykadla a oči jsou černé a nohy černobíle pruhované. Křídla mají hedvábný lesk. Tělo a končetiny jsou pokryté dlouhými bílými chloupky. Sosák je dlouhý a měkký, dobře vyvinutý. Pohlaví dospělců lze rozlišit podle tykadel – samci je mají dlouze hřebenitá, samice jen krátce.

Podobným, ale vzácnějším druhem je bekyně černé L, která se vyskytuje ve stejné roční době, ale liší se černou skvrnkou ve tvaru písmene „L“ na předních křídlech.
Vajíčka jsou poměrně velká (až 1 mm), hladká, kulovitá, matně zelenavé barvy.
Dorostlá housenka je šedohnědá s černou hlavou a nohama (panožky jsou žluté). Po hřbetě probíhá silná podélná čára bílé barvy, rozdělená na dvojitá pole podle tělních článků. Po obou stranách této čáry se nacházejí červené bradavky, ze kterých vyrůstají svazky bělavých chlupů. Pod nimi se po obou stranách táhne tenká podélná čára žlutavé barvy, a pod ní vyrůstají dvě řady menších bradavek, které mají světlejší barvu než hlavní bradavky na hřbetě.
Kukla je leskle černá, pokrytá dlouhými, žlutavými chlupy.

## Rozšíření
Původní areál rozšíření zahrnuje od Evropy přes Malou a Střední Asii až po Sibiř a severní Mongolsko. Od roku 1920 se jako zavlečený druh vyskytuje i v Severní Americe.

Vyskytuje se především v teplých nížinách, kde vyhledává aleje kolem silnic, parky a stromy v okolí vod.
Ještě koncem 20. století byla bekyně vrbová považována za hojný druh, v Červeném seznamu bezobratlých ČR z roku 2017 už je ale uvedena jako druh zranitelný.

## Bionomie

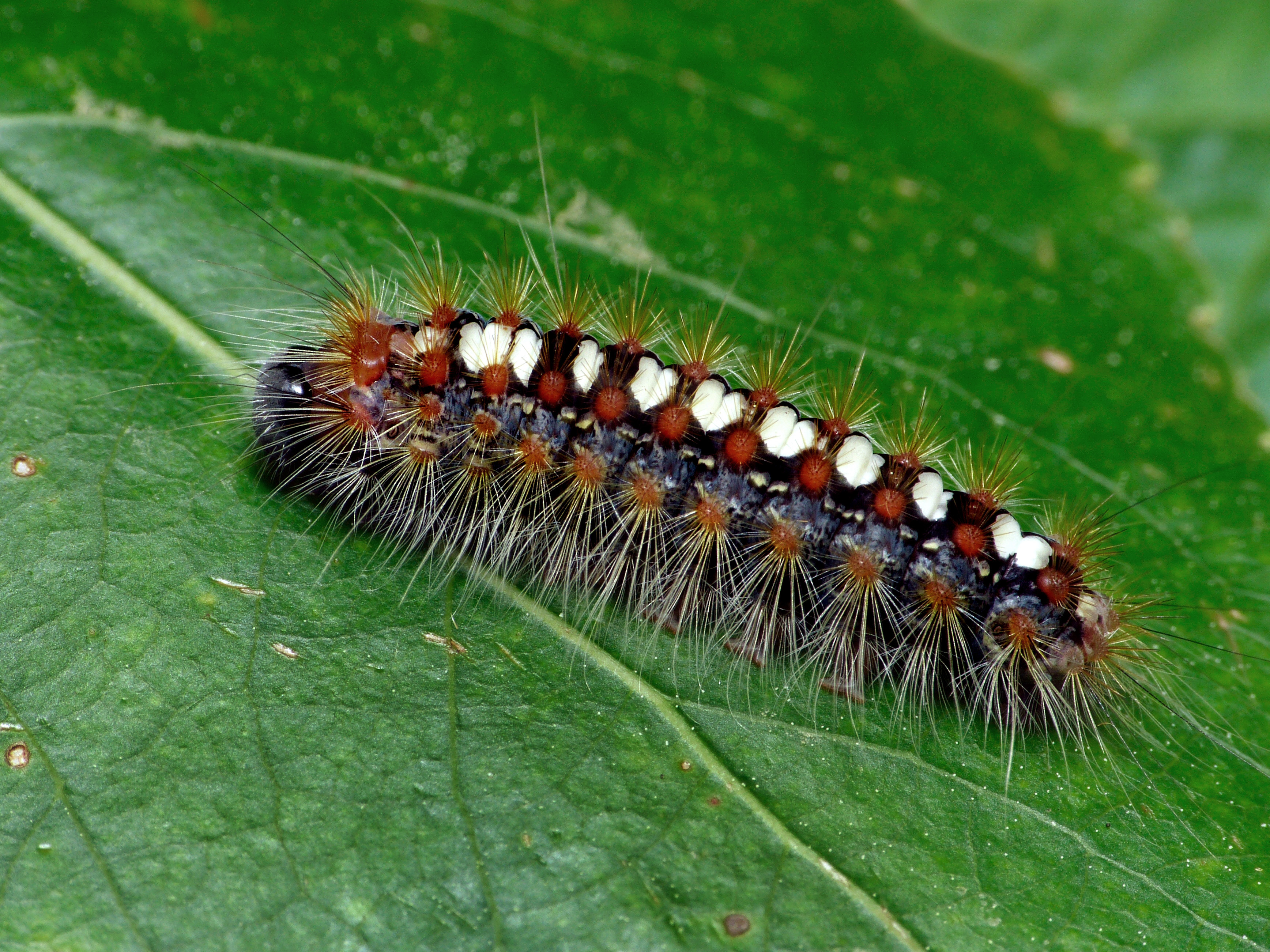
Housenka bekyně vrbové

Během roku tvoří jednu generaci. Dospělí motýli létají v červnu a červenci, kdy se hromadně líhnou. Jsou krátkověcí, žijí zhruba jen 5–10 dní. Létají především v noci, lze se s nimi setkat i u umělých zdrojů světla, na které naletují. Jejich typickým prostředím jsou topolová stromořadí. Samička klade po spáření vajíčka na kůru stromů v menších skupinách (20–30 kusů), přičemž snůšku kryje pěnovitou tekutinou, která na vzduchu rychle tuhne. Jedna samička může takto naklást 200–300 vajíček. Živnými rostlinami jsou především topoly a osiky, vzácně i některé ovocné stromy. Housenky se líhnou s podzimem, vylézají na listy a nejprve z nich vykusují měkké oblasti mezi žilnatinou. Po prvním svlékání se shlukují do společných hnízd, ve kterých přečkávají zimu. (Ve vzácných případech může dojít k přezimování ještě nevylíhnutých vajíček.) Po přezimování už housenky žerou listy celé, nechávají jen malou část čepele při řapíku. Svůj vývoj dokončují v červnu, kdy se kuklí v řídkém, bělavém kokonu, umístěném nejčastěji ve štěrbinách kůry.

## Hospodářský význam
Při lokálním přemnožení může docházet k jarním holožírům v topolových monokulturách. Jako potenciální škůdce ovocných stromů není významná.